# الكدحة (فرع العدين)

تعديل مصدري - تعديل

الكدحة محلة تابعة لقرية القحاطن، التابعة لعزلة الاهمول بمديرية فرع العدين إحدى مديريات محافظة إب في الجمهورية اليمنية، بلغ تعداد سكانها 323 حسب تعداد اليمن لعام 2004.